# Michael Barnes
Michael Barnes (Norwalk, Connecticut, 21 oktober 1968) is een Amerikaans motorcoureur.

## Carrière
Barnes maakte in 1996 zijn debuut in het wereldkampioenschap superbike op een Ducati als wildcardcoureur tijdens zijn thuisrace op Laguna Seca, maar kwam in geen van beide races aan de finish. Vanaf 1999 nam hij deel aan het Amerikaans kampioenschap superbike. In de vijf jaren die volgden, eindigde hij respectievelijk op de plaatsen 28, 39, 49, 29 en 12 in het klassement. Daarnaast nam hij in 2002 ook deel aan het Canadees kampioenschap Supersport, waarin hij op positie 26 eindigde.
In 2004 reed Barnes in het Amerikaans kampioenschap Supersport, waarin hij zevende werd. In 2005 kwam hij binnen het Amerikaans kampioenschap wegrace uit in zowel de Superstock-klasse, waarin hij zestiende werd, en de Formula Xtreme, waarin hij twee podiumplaatsen behaalde en zesde werd in de eindstand. Tevens reed hij dat jaar een race in zowel de superbike- als in de Supersport-klasse. In 2006 kwam hij uit in de Supersport- en Formula Xtreme-klassen, met respectievelijk een derde en zesde plaats in het klassement. In 2007 reed hij opnieuw in beide klassen, waarin hij ditmaal op de posities 24 en 21 eindigde.
In 2008 kwam Barnes binnen het Amerikaans kampioenschap wegrace uit in de Supersport-, Superstock- en Formula Xtreme-klasses, met respectievelijk de 33e, zeventiende en 30e plaats in het eindklassement als resultaten. Ook reed hij een race in het Amerikaans kampioenschap superbike en kwam hij uit in het Canadees kampioenschap superbike, waarin hij op plaats 36 eindigde. In 2009 reed hij geen races, maar in 2010 kwam hij uit in de XR 1200- en de Daytona Sportbike-klassen; hij werd dertiende en 24e in de eindstand. In 2011 reed hij enkel in de XR 1200-klasse, waarin hij zesde werd, voordat hij in 2012 werd gekroond tot kampioen in deze klasse.
In 2013 maakte Barnes zijn debuut in de MotoGP-klasse van het wereldkampioenschap wegrace, waarin hij als wildcardcoureur op een BCL uitkwam in de Grand Prix van de Amerika's. Hij wist zich echter niet te kwalificeren voor de race. Verder kwam hij dat jaar opnieuw uit in de XR 1200-klasse van het Amerikaans kampioenschap wegrace, met een vierde plaats in de eindstand als resultaat. 2014 was zijn laatste seizoen als motorcoureur. Dat jaar eindigde hij op plaats 26 in de XR 1200- en op plaats 27 in de Daytona Sportbike-klasse.